# Прайор, Сара
Сара Прайор (англ. Sara Agnes Pryor; урождённая Rice; 1830—1912) — американская писательница и общественная деятельница.

## Биография
Родилась 19 февраля 1830 года в местечке Hitesburg, округ Галифакс, штат Виргиния, в многодетной семье Samuel Blair Rice и его жены Lucinda Walton Leftwich Rice. Примерно в возрасте трех лет Сару усыновили её бездетная тетя Mary Blair Hargrave с мужем Samuel Pleasants Hargrave. Семья тёти жила в Hanover, штат Виргиния, они были рабовладельцами. Когда Саре было около восьми лет, новая семья Сары переехала в Charlottesville в поисках лучшего для неё образования.
8 ноября 1848 года Сара Райс вышла замуж за Роджера Прайора. Когда её муж был назначен офицером армии Конфедерации, она последовала за ним и работала медсестрой. После Гражданской войны они переехали в Нью-Йорк, где Роджер начал свою юридическую практику. Семья жила в нью-йоркском районе Brooklyn Heights, Сара помогала в работе своему мужу.
Миссис Прайор стала активисткой в общественной жизни Нью-Йорка: вместе с другими женщинами Brooklyn Heights она собрала деньги для нуждающихся женщин и детей. Её петиция в законодательный орган штата принесла 10 000 долларов на покупку здания для нуждающихся в Бруклине. Собрав дополнительно 20 000 долларов за счет собственного сбора средств, она основала приют в 1870-х годах. После празднования 100-летия Соединённых Штатов в Нью-Йорке и Всемирной выставки 1876 года в Филадельфии, значительно вырос интерес американцев к историческим предметам, зданиям и коллекциям. Сара Прайор приняла участие в создании Preservation of the Virginia Antiquities, Mary Washington Memorial Association,  Daughters of the American Revolution и National Society of the Colonial Dames of America.
Также Сара Прайор также стала писателем. Она годами хранила журналы и использовала их в качестве основы для своих двух мемуаров, опубликованных в начале двадцатого века. Статус миссис Прайор в качестве жены офицера Конфедерации и государственного политика придавало ей легитимность. В числе её работ:
- The Mother of Washington and her Times (New York: Macmillan Company, 1903);
- Reminiscences of Peace and War (Macmillan Company, 1904);
- The Birth of the Nation: Jamestown, 1607 (Macmillan Company, 1907);
- My Day: Reminiscences of a Long Life (Macmillan Company, 1909);
- The Colonel's Story (Macmillan Company, 1911).

Умерла 15 февраля 1912 года в Bloomfield, округ Эссекс, штат Нью-Джерси. Была похоронена на кладбище Princeton Cemetery в городе Принстон округа Мерсер, Нью-Джерси.

### Семья
В семье у Сары и Роджера Прайор родилось семеро детей:
- Maria Gordon Pryor (1850–1928),
- Theodorick Bland Pryor (1851–1871),
- Roger Atkinson Pryor,
- Mary Blair Pryor (1859–1946),
- William Rice Pryor (1860–1900),
- Lucy Atkinson Pryor (1861–1952),
- Frances (Fanny) Theodora Bland Pryor (1863–1947).